# (5975) Otakemayumi
(5975) Otakemayumi es un asteroide perteneciente al cinturón de asteroides, región del sistema solar que se encuentra entre las órbitas de Marte y Júpiter, más concretamente a la familia de María, descubierto el 21 de septiembre de 1992 por Kin Endate y el también astrónomo Kazuro Watanabe desde el Observatorio de Kitami, Hokkaidō, Japón.

## Designación y nombre
Designado provisionalmente como 1992 SG. Fue nombrado Otakemayumi en homenaje a Mayumi Otake, conocida por su trabajo como productora de sonido de programas del planetario.

## Características orbitales
Otakemayumi está situado a una distancia media del Sol de 2,550 ua, pudiendo alejarse hasta 2,788 ua y acercarse hasta 2,311 ua. Su excentricidad es 0,093 y la inclinación orbital 14,97 grados. Emplea 1487,75 días en completar una órbita alrededor del Sol.

## Características físicas
La magnitud absoluta de Otakemayumi es 12,2. Tiene 10,432 km de diámetro y su albedo se estima en 0,256. 